# رولاند فيرنون
رولاند فيرنون (بالإنجليزية: Roland Vernon)‏ هو كاتب بريطاني، ولد في 1 فبراير 1961 في دارتفورد ‏ في المملكة المتحدة.

## وصلات خارجية
- الموقع الرسمي